# Région du Tōhoku
La région du Tōhoku (東北地方, Tōhoku-chihō) est une des régions du Japon. Tōhoku signifie « nord-est » en japonais ; cette région couvre en effet le nord-est de l'île de Honshū, l'île principale du Japon. Cette région est parfois également nommée Michinoku (みちのく).

## Géographie

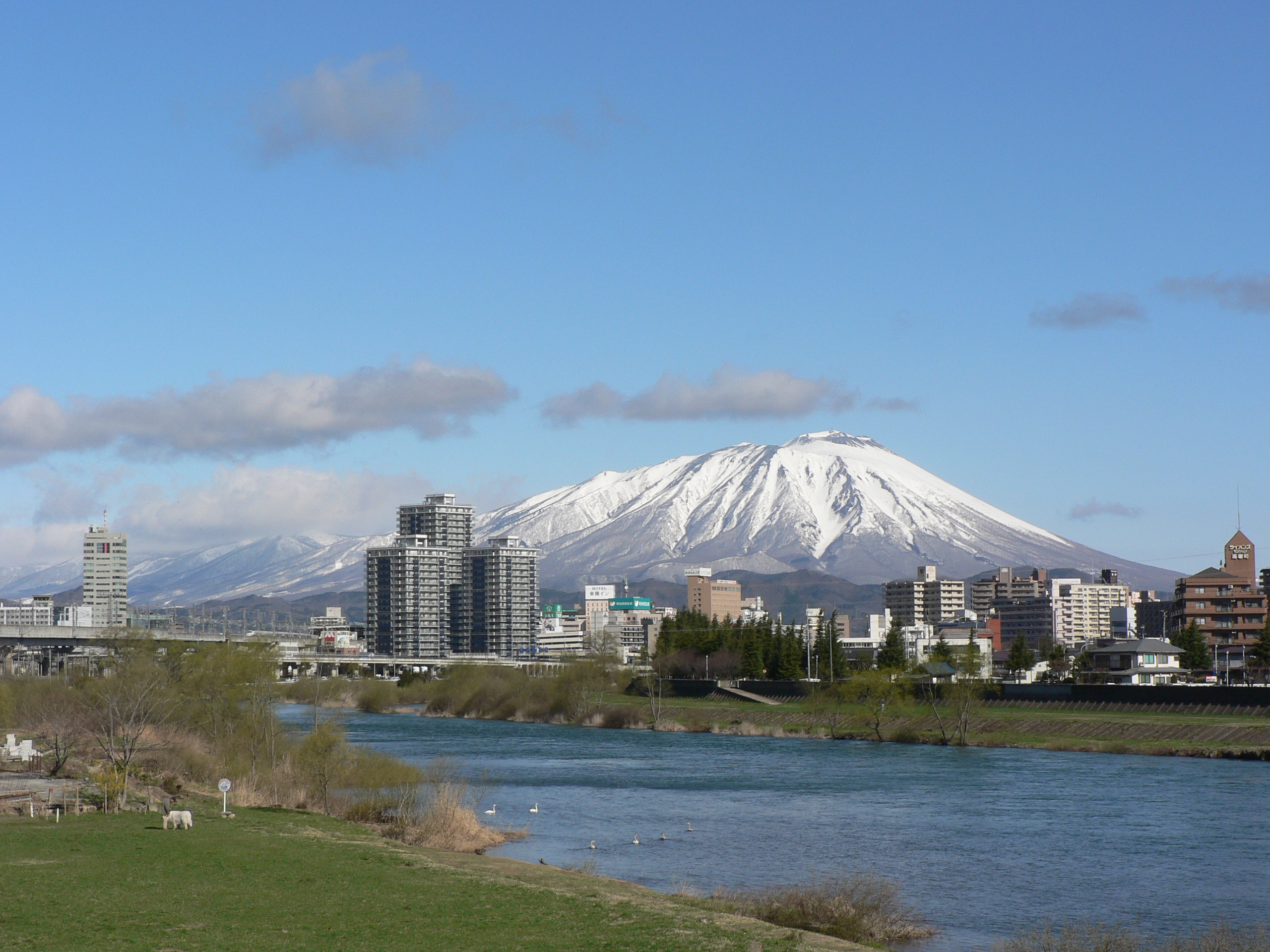
Le mont Iwate dominant la ville de Morioka.

Cette région est formée de six préfectures : Akita, Aomori, Fukushima, Iwate, Miyagi, Yamagata.
Elle est assez montagneuse, étant traversée du nord au sud des massifs en amande de la chaîne des monts Ōu. Elle culmine au mont Iwate (2 038 m), dans la préfecture du même nom et au nord-ouest de la ville de Morioka. De par sa prestance, il est appelé le Nanbu Fuji ou « mont Fuji de Nanbu » (du nom de la région historique où il se trouve, correspondant à l'ancien domaine du clan Nambu). On peut également citer le massif Hakkoda (1 585 m au mont Ōdake, Aomori), le volcan Zaō (1 841 m, frontière entre les préfectures de Yamagata et Miyagi), le mont Azuma-kofuji (1 705 m), et le volcan Adatara (dont la dernière éruption eut lieu en 1996, 1 718 m, Fukushima). 
Ces montagnes sont entrecoupées de trois bassins effondrés formant des vallées d'axe nord-sud, souvent coupées de l'océan par le relief et ordonnées en un réseau noueux de cols bas, où se concentrent l'essentiel de la population. Les côtes sont généralement rocheuses et très découpées, ayant empêché sur une large partie du littoral l'installation du port. Les habitants de cette région se sont donc répartis d'une façon originale par rapport au reste du Japon, avec une importance de l'intérieur, et donc une dépendance historiquement aux transports terrestres plutôt que maritimes et à l'agriculture plutôt qu'à la pêche.  
Le climat y est relativement rude, très enneigé et brumeux. Le versant occidental connaît des hivers très froids et un été court mais chaud et étouffant. Le versant oriental subit plus nettement l'influence océanique du Pacifique, et connaît donc des précipitations plus importantes. L'intérieur est plutôt de type continental et est plus sec. 

### Histoire
Le Tōhoku est la dernière région de Honshū à avoir été peuplée par la population japonaise (qu'à partir d'une période comprise entre les VIIe et IXe siècles, soit bien après l'établissement de la civilisation japonaise dans le centre et le sud-ouest du Japon), et l'avant-dernière du Japon avant Hokkaidō. Avec cette dernière, elle est cependant la seule à disposer d'une communauté Aïnou, certainement présente dans la région depuis plus longtemps. 
Après que le pouvoir japonais a commencé à y étendre son influence au VIIe siècle, il y crée la province de Mutsu en 712 (correspondant à la partie sud-est de la région actuelle). Dans le cadre des réformes cadastrales réalisées par le Daijōkan de l'impératrice régnante Gemmei, cette province est divisée en deux en la cinquième année de l'ère Wadō (712), la partie orientale gardant le nom de Mutsu et celle occidentale est rattaché à la jusque-là minuscule province de Dewa (créée en 708 à partir de la limite nord de la province d'Echigo). 

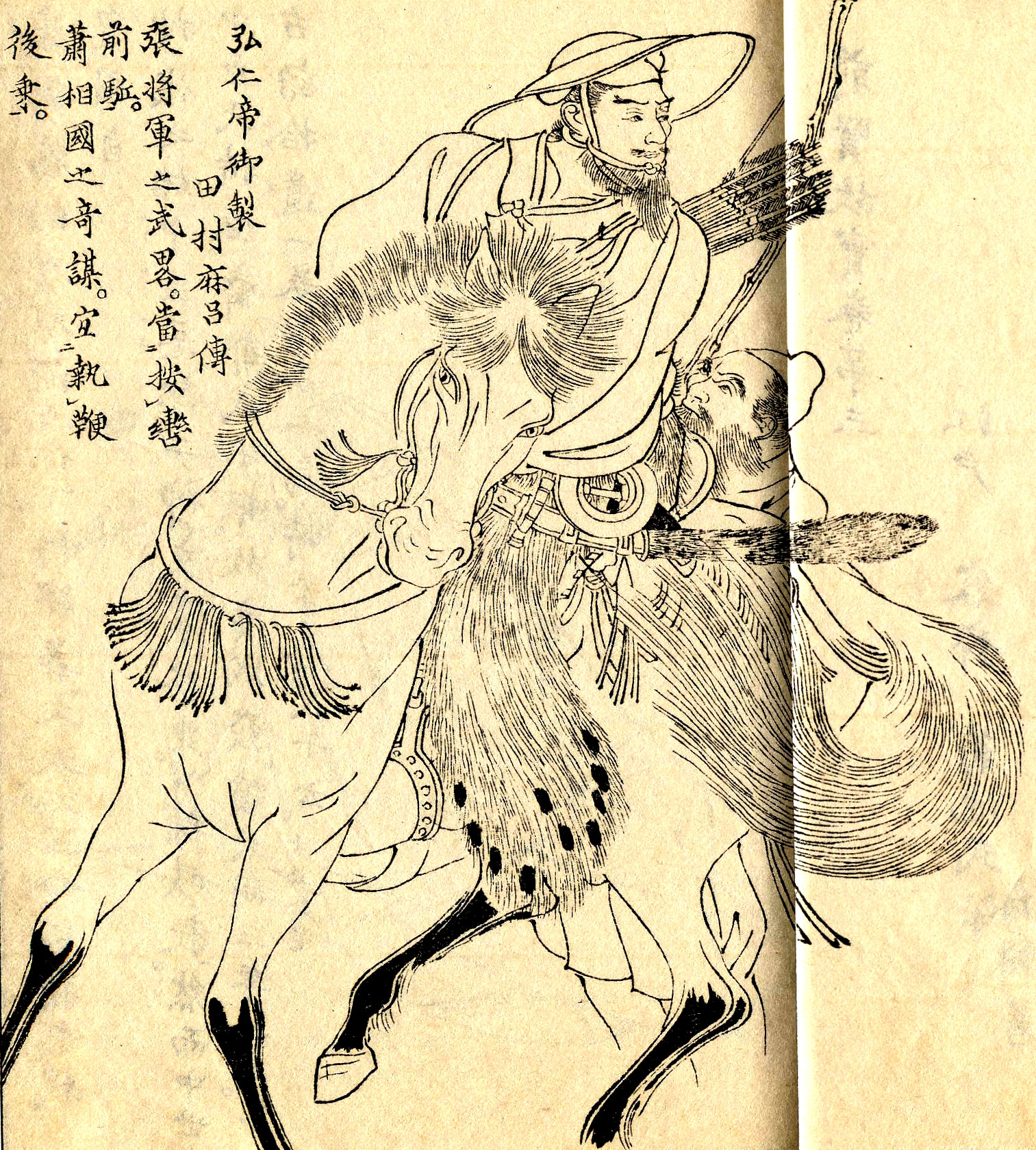
Sakanoue no Tamuramaro, conquérant des terres des Emishi à la fin du VIII.

Ces deux provinces vont ensuite s'étendre tout au long des VIIIe et IXe siècles jusqu'à l'extrémité nord de Honshū pour couvrir l'actuel territoire de la région, notamment grâce aux conquêtes sur les Emishi de Sakanoue no Tamuramaro. Celui-ci avait en effet été mandaté par l'empereur Kammu en 791 pour conquérir ce peuple aborigène du nord de Honshū qui échappait encore à l'autorité impériale. En récompense de ses victoires, il reçoit en 797 le titre de sei-i-taishōgun. Des découvertes récentes montrent qu'une migration des Emishi a eu lieu du nord de Honshū vers Hokkaidō entre le VIIe et le VIIIe siècle, et est peut-être le résultat direct de cette politique de conquête. Cependant, de nombreux Emishi (souvent considérés comme les ancêtres des actuels Aïnous) restent dans la région de Tōhoku en tant que sujets de l'empire, et établissent plus tard des domaines Fushu indépendants. Cependant, il n'existe aucune preuve historique que Sakanoue no Tamuramaro soit allé plus loin au nord que la préfecture d'Iwate, la conquête ayant pu se faire ensuite par vagues successives. 
À la fin de l'époque de Heian, surtout aux XIe et XIIe siècles, la région est sous la domination du clan des Ōshū Fujiwara. Leur capitale, Hiraizumi dans l'actuelle préfecture d'Iwate, à l'origine simple fortin, devient au XIIe siècle une cité florissante après avoir fait venir de nombreux artisans de Kyōto, avec qui elle rivalisait en splendeur et sophistication. Ils dirigeaient un royaume quasi indépendant qui tirait sa richesse du minage de l'or, du commerce de chevaux et de leur situation d'intermédiaires dans le commerce de produits de luxe importés d'Asie continentale et des états des natifs Emishi-Aïnous. Ils sont néanmoins vaincus et la région conquise en 1189 par le shogun Minamoto no Yoritomo, fondateur du premier bakufu (ou gouvernement militaire des shoguns), le « shogunat de Kamakura », faisant entrer le Japon dans son « ère féodale ». 

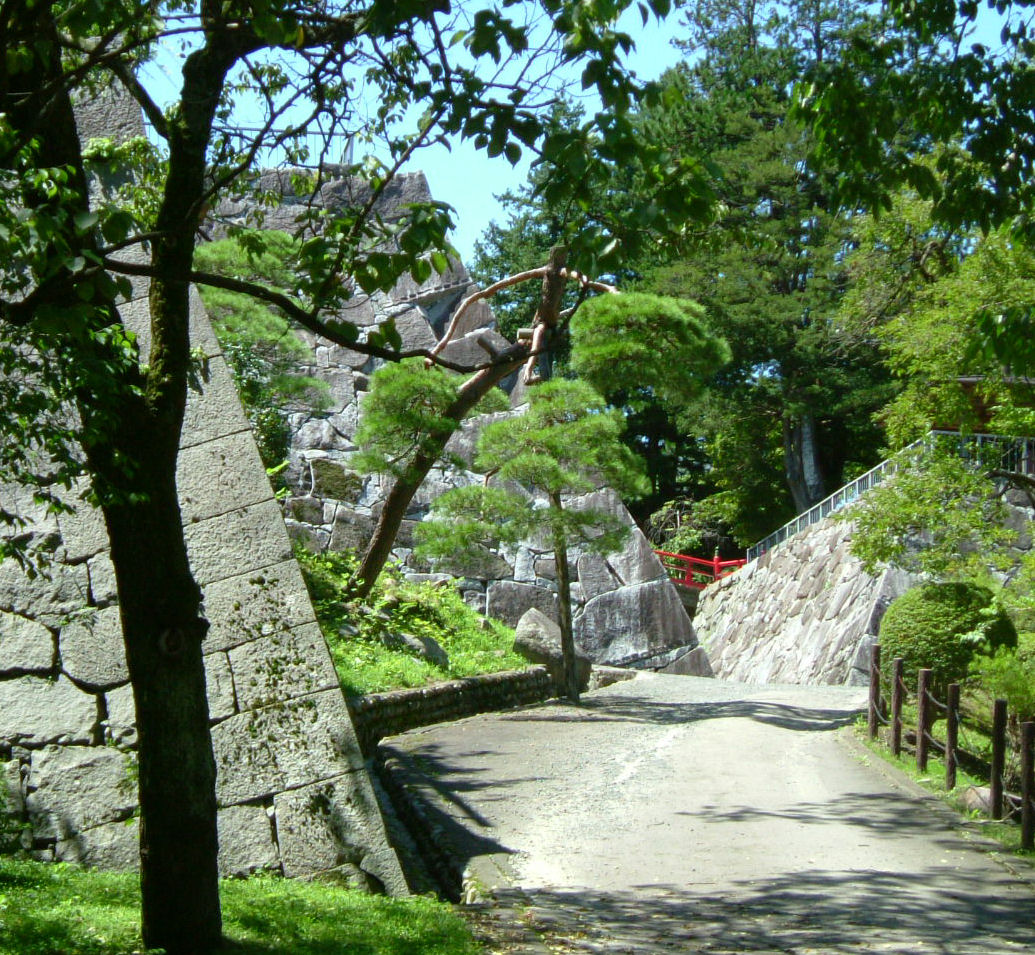
Vestiges du château de Morioka, principale place forte du clan Nambu.

Plusieurs clans se partagent la région par la suite. Durant l'époque Sengoku (qui dure du milieu du XVe siècle jusqu'au début du XVIIe siècle), les possessions des différents clans se fixent plus ou moins ainsi jusqu'à la fin de l'époque d'Edo :
- dans la province de Mutsu : du sud au nord :
  - le clan Uesugi, propriétaire de la province voisine (à l'ouest) d'Echigo, possède une jōkamachi (ville-château) à Wakamatsu (dans l'actuelle préfecture de Fukushima, au sud-ouest de la province),
  - le clan Date, qui a reçu en 1189 de Minamoto no Yoritomo la gestion du district du même nom et qui va s'étendre sur un vaste territoire comprenant plus ou moins les actuelles préfectures de Fukushima et de Miyagi, et qui culmine à la fin du XVIe siècle et au début du XVIIe sous la direction de Masamune Date, proche allié des Tokugawa, qui s'établit à Sendai (aujourd'hui la plus grande ville de Tōhoku),
  - le clan Nambu est installé dans la région depuis le XIVe siècle, et domine une grande partie des actuelles préfectures d'Iwate et d'Aomori à partir de leur place forte de Morioka. Le clan Oura, branche cadette du clan Nambu, s'émancipe de la branche aînée en 1571 après plusieurs rixes et escarmouches, et contrôlent l'extrémité nord de l'île de Honshū, soit plus ou moins l'actuelle préfecture d'Aomori.
- dans la province de Dewa : le territoire est partagé par Ieyasu Tokugawa après la Bataille de Sekigahara (1600) entre deux clans ayant combattu pour lui, avec du sud au nord :
  - le clan Mogami reçoit un vaste domaine (570 000 koku) dans ce qui correspond essentiellement à l'actuelle préfecture de Yamagata, du nom de la yamagata qui leur servait de capitale, mais le clan décline rapidement au début de l'époque d'Edo, au profit notamment du clan Sakai qui reçoit en 1622 le domaine de Shōnai (170 000 koku, autour de Tsuruoka) du shogun Hidetada Tokugawa,
  - le clan Akita, à l'origine installé dans le district Tsugaru au nord de la province de Mutsu par Minamoto no Yoritomo pour entretenir des relations commerciales avec les Aïnous et ayant administré l'île d'Ezo (nom antique de Hokkaidō) comme un bagne pour le compte du clan Hōjō durant l'époque de Kamakura (1185-1333), fut battu durant la période Sengoku par le clan Nambu et dut immigrer dans la province de Dewa. Les terres qu'ils reçoivent d'Ieyasu Tokugawa correspondent à l'actuelle préfecture d'Akita, qui tire son nom de ce clan.

En 1868, au début de l'ère Meiji, la province de Mutsu est réorganisée en cinq nouvelles provinces (du sud au nord : Iwashiro, Iwaki, Rikuzen, Rikuchū et Mutsu) et celle de Dewa en deux (Uzen au sud et Ugo au nord). Après l'abolition du système des fiefs en 1871, les sept provinces deviennent les actuelles préfectures de la région.
Le 11 mars 2011, la région est frappée par un séisme dévastateur, de magnitude de 9 dont l'épicentre se situe au large des côtes est face à la ville de Sendai. Il est probablement le plus violent de l'histoire du Japon, et l'un des plus puissants séismes meurtriers jamais enregistré sur la planète depuis 1900. Il est suivi d'un tsunami tout aussi meurtrier.

## Économie

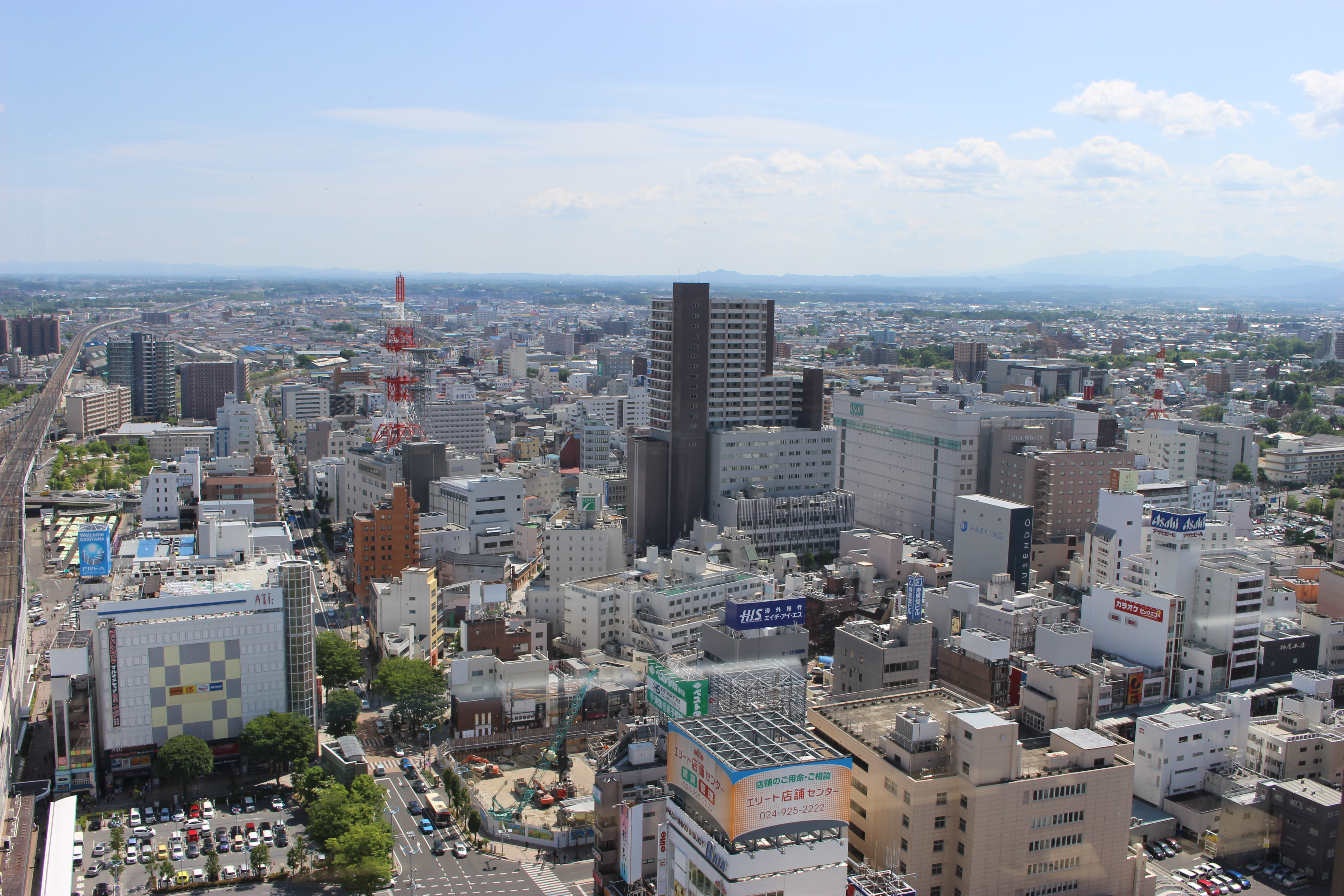
Koriyama

### Une agriculture dominante

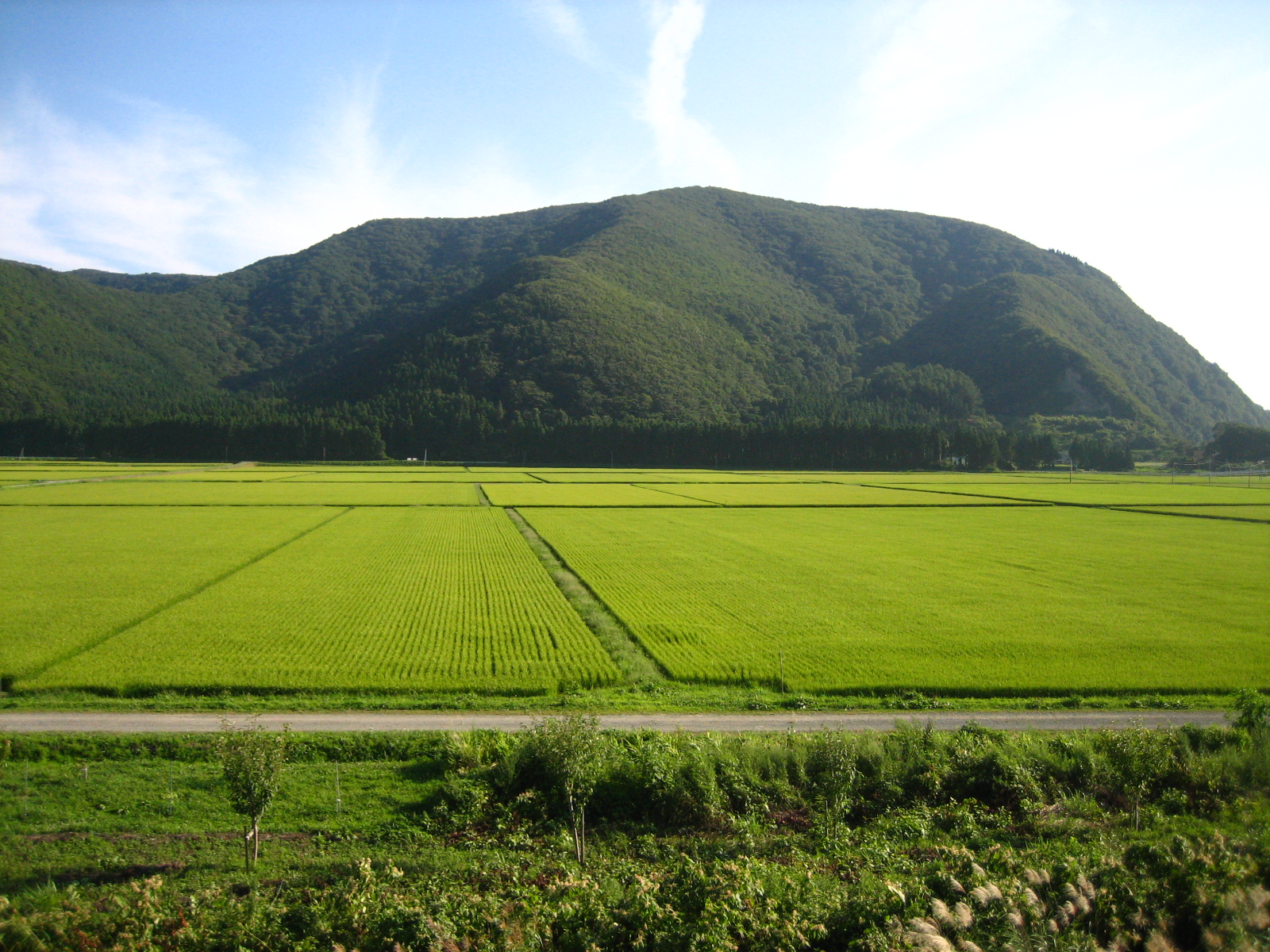
Rizières dans la région d'Aizu, à l'ouest de Fukushima.

L'économie de la région repose principalement, et traditionnellement, sur l'agriculture, le Tōhoku ayant longtemps eu une réputation de « grenier du Japon » : la région a historiquement fourni les marchés de Tokyo-Yokohama et de Sendai en riz et en autres produits agricoles. La riziculture est dominante dans les plaines de l'intérieur. À l'heure actuelle, la région de Tōhoku procure 20 % de la production nationale de riz, bien que le climat, plus rude que dans d'autres régions de production, ne permette qu'une récolte annuelle, comme à Hokuriku. 
Dans le Nord, les arbres fruitiers prévalent avec surtout les pommes Fuji et Mutsu d'Aomori (exportées dans tout l'Extrême-Orient, la ville de Hirosaki servant de centre pour le commerce de la pomme au Japon), mais aussi du raisin et des cerises. Le tabac est également produit en culture industrielle. Une des spécificités de la région consiste en l'emploi ancien des chevaux : élevés déjà à l'époque de Heian, ce qui en fit l'une des sources de richesse des Ōshū Fujiwara, ils servent d'animaux de trait depuis l'époque d'Edo. Leur importance se manifeste à travers l'architecture de l'habitat rural : les maisons montrent ainsi souvent une écurie formant une aile en retour sur la façade. 
La pêche est surtout développée autour des villes de Hachinohe, Aomori, Misawa dans la préfecture d'Aomori,

### Une industrie très circonscrite

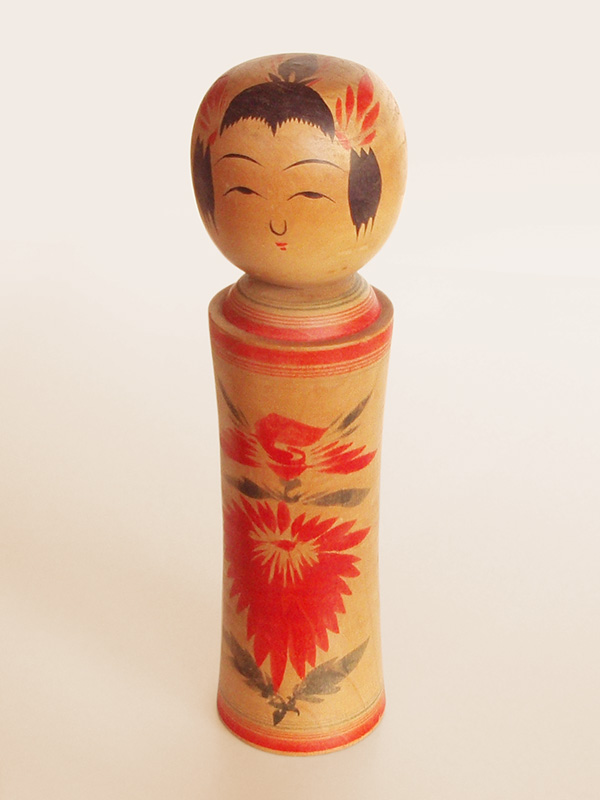
Kokeshi.

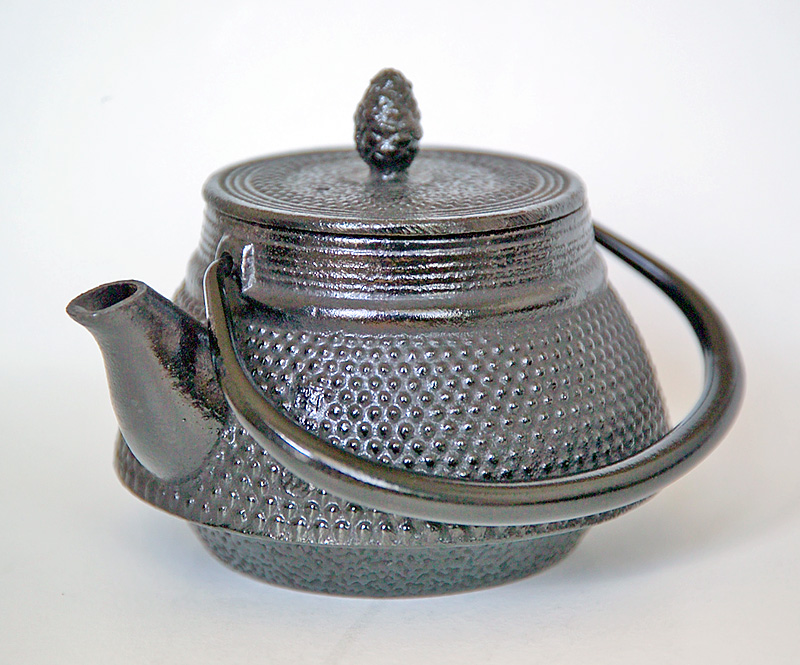
Théière traditionnelle en fonte, typique de Tōhoku.

Autre activité traditionnelle très développée, l'artisanat, et les spécificités de la production locale, fut favorisé par l'isolement de la région. Il est fondé sur l'utilisation de la paille de riz (sandales, sacs, nattes), du bois (jouets, poupées, objets laqués), du métal (bouilloires en fonte). Les kokeshi sont originaires de la région, créées à la fin de l'ère Edo, et toujours fabriquées artisanalement sur place, principalement à Ōsaki, Zaō (préfecture de Miyagi), et Tsuchiyu Onsen (en) (préfecture de Fukushima).
Morioka a acquis une réputation mondiale pour ses productions artisanales, notamment la fonte traditionnelle depuis le XVIe siècle : le nambu tekki (南部鉄器) avec son procédé tatarafuki (鈩吹き), enrichissement en oxygène à l'aide d'énormes soufflets, permettait d'obtenir un acier de très grande qualité, et les célèbres théières en fonte de Morioka. Mais aussi ses activités de tissage nambu kodai katazome (南部古代型染) et de teintures nambu kodai shikonzome (南部古紫紺染), ses laques hidehira-nuri (秀衡漆) et jōbōji-nuri (浄法寺漆), et ses céramiques kokuji-yaki (小久慈焼). 
L'industrie, assez limitée, a bénéficié de la présence du plus grand champ pétrolier du Japon (celui d’Akita Yuden, dans la plaine et la préfecture du même nom, produisant 50 000 barils par an soit 20 % de la production totale du pays), autrefois le charbon de la région de Jōban, sur la côte au sud de Sendai, près d'Iwaki dans la préfecture de Fukushima (la principale mine de Honshū, exploitée de 1897 à l'après-Seconde Guerre mondiale) et l'énergie hydro-électrique.
L'industrie nucléaire s'y est également développé depuis les années 1970, avec notamment les centrales nucléaires de Fukushima Daiichi (l'une des plus anciennes du Japon, avec six réacteurs mis en service entre 1970 et 1979 pour une capacité totale de 4 546 MWe, géré par la TEPCO dans la préfecture de Fukushima), de Fukushima Daini (4 réacteurs REB mis en service entre 1981 et 1986 pour une capacité totale de 7 934 MWe, géré par la TEPCO dans la préfecture de Fukushima), d'Onagawa (3 réacteurs REB mis en service entre 1984 et 2002, pour une production totale de 2 474 MWe, géré par la compagnie électrique Tōhoku dans la préfecture de Miyagi), la Higashidori (pour l'instant un seul réacteur REB de 1 100 MWe mis en service intégralement en 2005, un deuxième de type ABWR de 1 385 MWe dont la construction devrait commencer en 2010, et deux autres planifiés respectivement pour 2017 et 2019, géré par la compagnie électrique Tōhoku dans la préfecture d'Aomori). Deux futures centrales doivent également dans les années 2010 : à Ōma dans la préfecture d'Aomori en 2012, et celle de Namie-Odaka dans la préfecture de Fukushima en 2017.  
Les foyers industriels sont très dispersés et spécialisés : métallurgie à Kamaishi (Iwate), les industries chimiques à Hachinohe (Aomori) et pétrochimiques à Akita ainsi que d'autres industries lourdes, dont le développement remonte principalement aux années 1960. La préfecture de Fukushima a bénéficié de la proximité du Kantō pour développer une industrie plus diversifiée.

### Tourisme
Le tourisme est également une source de revenus majeure pour la région ; ses principaux attraits touristiques sont :
- la baie de Matsushima et ses îles ;
- le Parc national de Bandai-Asahi ;
- le Parc national de Towada-Hachimantai ;
- le Parc national de Sanriku Fukkō ;
- Morioka ;
- Kakunodate, surnommé le « Petit Kyōto du nord », avec ses nombreuses maisons de samouraïs et le hanami, ou la coutume japonaise d'apprécier la vue des fleurs et notamment ici des sakura qui y prolifèrent ;
- le mont Bandai ;
- le mont Iwaki ;
- le mont Osore ;
- les monts Hakkoda ;
- les trois monts Dewa ;
- le lac Tazawa ;
- le lac Towada ;
- la vallée de la rivière Oirase ;
- Akita Kanto Matsuri.